# Félix-Houphouët-Boigny-Friedenspreis
Der Félix-Houphouët-Boigny-Friedenspreis ist eine seit 1991 jährlich an Institutionen oder Persönlichkeiten vergebene Auszeichnung der UNESCO, die sich besonders um die Förderung, Erforschung oder Sicherung des Friedens bemüht haben.

## Geschichte und Beschreibung
Der Preis wurde 1989 gestiftet und nach dem ivorischen Präsidenten Félix Houphouët-Boigny benannt.
Er wird Personen verliehen, die sich um die Menschenrechte und den Frieden in der Welt verdient gemacht haben und ist mit 122.000 Euro dotiert. Wenn in einem Jahre mehrere Preisträger geehrt werden, wird die Summe gleichmäßig geteilt.
Die Preisträger erhalten neben einer goldenen Medaille die zugehörige von der UNESCO ausgefertigte Urkunde.

## Preisträger
- 1991: Nelson Mandela und Frederik Willem de Klerk
- 1992: Haager Akademie für Völkerrecht, Niederlande
- 1993: Jitzchak Rabin, Schimon Peres und Jassir Arafat
- 1994: König Juan Carlos I. von Spanien und der ehemalige US-Präsident Jimmy Carter
- 1995: Hoher Flüchtlingskommissar der Vereinten Nationen mit Sadako Ogata, UN-Diplomatin und frühere UN-Hochkommissarin für Flüchtlinge
- 1996: Álvaro Arzú Irigoyen, guatemaltekischer Staatspräsident mit Comandante Rolando Morán alias Ricardo Arnoldo Ramírez de León, Vertreter der Guatemalan National Revolutionary Unity
- 1997: Fidel Ramos, 12. Präsident der Philippinen und Nur Misuari, Vorsitzender der philippinischen Nationalen Befreiungsfront der Moro
- 1998: Hasina Wajed, Premierministerin von Bangladesch sowie George J. Mitchell, Senator und US-Präsidentenberater, Vorsitzender der Friedensverhandlungen in Nordirland
- 1999: Gemeinschaft Sant’Egidio, Italien
- 2000: Mary Robinson, Präsidentin von Irland und UN-Hochkommissarin für Menschenrechte
- 2001: Preis nicht vergeben
- 2002: Xanana Gusmão, Präsident von Osttimor
- 2003: Kardinal Roger Etchegaray, 1984–1998 Präsident des Päpstlichen Rates für Gerechtigkeit und Frieden sowie Mustafa Cerić, Großmufti von Bosnien und Herzegowina
- 2004: Preis nicht vergeben
- 2005: Abdoulaye Wade, Präsident des Senegal
- 2006: Preis nicht vergeben
- 2007: Martti Ahtisaari, früherer Präsident von Finnland
- 2008: Luiz Inácio Lula da Silva, Präsident von Brasilien
- 2009: Preis nicht vergeben
- 2010: Preis nicht vergeben
- 2011: Großmütter der Plaza de Mayo
- 2012: Preis nicht vergeben
- 2013: François Hollande, Präsident von Frankreich
- 2014, 2015 und 2016: Preis nicht vergeben
- 2017: Giuseppina Maria Nicolini, Bürgermeisterin von Lampedusa, Italien; SOS Méditerranée, europäisches Netzwerk zur zivilen Seenotrettung im Mittelmeer
- 2018: Preis nicht vergeben
- 2019: Abiy Ahmed, Ministerpräsident von Äthiopien
- 2020 und 2021: Preis nicht vergeben
- 2022: Angela Merkel, ehemalige Bundeskanzlerin von Deutschland[1]